# Схватывающие узлы

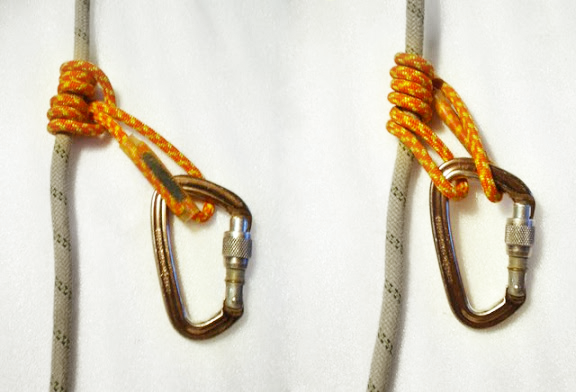
Слева — узел Прусика,
справа — автоблок

Схва́тывающие узлы́ — разновидность узлов, используемых для крепления вспомогательной верёвки на основной. Вариации схватывающих узлов изначально применялись в морском деле, например, для выборки якорных канатов или прилаживали тали к рангоуту и штагам.
Как отдельная группа оформилась в 1930—1950-х годах в связи с массовым применением в альпинизме, скалолазании, спелеотуризме, арбористике и других видах спорта и деятельности, где схватывающие узлы использовали, в первую очередь, для подъёма или спуска и как дополнительный элемент самостраховки наряду с механическими устройствами, а также для организации различных верёвочных систем типа полиспаста (мини-полиспаст, радиум, тандем прусик). Первенство в создании схватывающих узлов, по мнению специалистов, принадлежит французской альпшколе.

## Описание
Схватывающие узлы обычно вяжут из замкнутой петли репшнура диаметром меньшим или равным диаметру основной верёвки. Принцип работы узлов прост — в случае приложения нагрузки кольца репшнура сжимают основную верёвку за счёт силы трения, но при этом, в случае отсутствия трения, свободно перемещаются по верёвке в заданном направлении. Основными характеристиками схватывающих узлов являются сила сжатия основы, скорость срабатывания, лёгкость развязывания без нагрузки и другие.
Схватывающие узлы делят на 3 группы:
- работающие при соотношении диаметра вспомогательной верёвки меньшей относительно основной (коровий узел, выбленочный узел, шахтёрский узел, верблюжий узел, узел Прусика, тандем прусик, узел Бахмана, полусхватывающий узел, швабиш, клемхайст, автоблок, карабинный узел, сосулька, стопорный узел, задвижной штык);
- равной (узел Дистеля, узел Блейка, палаточный узел, регулируемый соединительный узел, парсел прусик, скользящая глухая петля);
- большей (узел «спасатель»).

В настоящее время известно около сорока вариантов вязания схватывающих узлов.
Схватывающие узлы также удобно использовать на верёвках, которым время от времени требуется поддерживать натяжение, например, при растяжке тентов или палаток. Схватывающие узлы надёжно работают не только на верёвках, но и на опорах цилиндрической формы (деревьях, столбах, трубах).